# Метепек
Метепек (на испански: Metepec) е град в щата Мексико в държавата Мексико. Метепек е с население от 227 827 жители (по данни от 2015 г.) и площ от 70,43 км². Намира се до столицата на щата Толука. Разположен е на 2620 метра н.в. През октомври месец всяка година в града се провежда международен културен фестивал.